# ファーマ (小惑星)
ファーマ (408 Fama) は、小惑星帯に位置する典型的な小惑星である。かなり小規模な小惑星族を代表しているか、別の小惑星族に所属しているか意見が分かれている。
マックス・ヴォルフがハイデルベルクで発見し、ローマ神話に登場する噂の女神ファーマにちなんで命名された。